# パトリック・アディアート
パトリック・アディアート（Patrick Adiarte, 1942年8月2日 - 2025年4月15日）はアメリカのダンサー、元子役。

## 略歴
ニューヨーク出身(生まれはフィリピンのマニラ、1946年7月29日に移住)。映画やテレビの中で外国人とりわけアジア人のキャラクターを演じたことで知られている。 日本でも知られている配役としては『王様と私』におけるチュラロンコーン王子役がある。
レギュラー出演した作品や映画作品において日本で知られているものは少ないが、ゲスト出演した作品では日本で知られているものも少なくない。代表的なものに次の作品がある。
- スパイのライセンス
- 鬼警部アイアンサイド
- ボナンザ
- ハワイ5-0
- マッシュ
- 刑事コジャック

2025年4月15日、ロサンゼルス地域の病院で肺炎により死去。82歳没。